# Labidochromis caeruleus
Espèce
Statut de conservation UICN

 LC  : Préoccupation mineure
Labidochromis caeruleus, le Labido jaune ou Cichlidé jaune, est une espèce de poissons d'eau douce de la famille des Cichlidae endémique du lac Malawi en Afrique. Cette espèce comprend plusieurs formes géographiques, notamment de coloration, allant du bleu au jaune plus soutenu et blanc.

## Description
Labidochromis caeruleus, tel qu'il a été initialement décrit, possède un fond de coloration d'un bleu argenté à bleue avec les nageoires dorsales, pelviennes et anales de couleur noire et une possibilité d'ocelle sur la nageoire anale. Néanmoins la principale variété qui lui a donné son nom de « labido jaune » en aquariophilie est de couleur jaune.

### Taille
Cette espèce mesure adulte une taille maximale avoisinant les 8 centimètres de longueur standard (sans la queue), parfois un peu plus en aquarium pour les plus vieux spécimens. Les femelles restent légèrement plus petites.

### Dimorphisme
Le dimorphisme sexuel des labidos jaunes est assez évident en raison des différences de couleurs des mâles et femelles, on observe également une bande noire dorsale plus large, plus soutenue chez le mâle.

## Répartition
Cette espèce est exclusivement présente dans le lac Malawi, où elle est principalement observée le long de la côte ouest, entre Charo et la pointe de Mundola. Sur la rive est du lac, elle se trouve entre le cap Kaiser en Tanzanie et Lumbaulo au Mozambique.

## Systématique
Le nom valide complet (avec auteur) de ce taxon est Labidochromis caeruleus Fryer, 1956.
Labidochromis caeruleus a pour synonyme :
- Labidochromis caeruleum Fryer, 1956

## Étymologie
Le genre Labidochromis Trewavas, 1935 tire son nom des termes « labido- », signifiant « forceps », et « chromis ». Le préfixe « labido- » fait référence aux dents antérieures orientées vers l'avant de l'espèce L. vellicans, qui lui confèrent une bouche semblable à des forceps. Cette caractéristique permet au poisson de prélever des insectes et des ostracodes des tapis d'algues. Le terme « chromis » remonte à Aristote et pourrait dériver de « chroemo », qui signifie « hennir », en référence à un tambour (Sciaenidae) et à sa capacité à produire du bruit. Ce nom a ensuite été étendu pour inclure les cichlidés, les demoiselles, les pseudochromis et les labres, tous des poissons perciformes autrefois considérés comme apparentés. Le terme « chromis » est fréquemment utilisé dans les noms de genres de cichlidés africains, à la suite de Chromis (aujourd'hui Oreochromis) mossambicus, décrit par Peters en 1852.
Le nom "caeruleus" attribué par Fryer, fait référence à la couleur bleu cobalt éclatante présente chez les deux sexes.

## Publication originale
- Fryer, G. (1956). New species of cichlid fishes from Lake Nyasa. Revue de Zoologie et de Botanique Africaines. 53 (1-2): 81-91.

## StatutIUCN
Cette espèce de cichlidae est classée Préoccupation mineure (LC) sur la liste rouge des espèces menacées IUCN du fait de sa zone de répartition relativement grande dans le lac Malawi. Selon IUCN : "où il est répandu sans grandes menaces généralisées identifiées".

## Variétés géographiques
Liste non exhaustive des variétés géographiques parfois utilisées en aquariophilie pour désigner cette espèce :
- Labidochromis caeruleus : « Chadagha », « Kajizingi », « Lion's Cove », « Nkali », « Nkhata Bay », « Ruarwe »
- Labidochromis sp. : "blue white"  Tumbi Reef

## Aquariophilie
Labido jaune est sans doute le cichlidae du lac Malawi le plus répandu en aquariophilie. Considéré parfois comme extrêmement sociable il est conseillé dans le commerce pour agrémenter tout type d'aquarium d'eau douce. Il faudra garder à l'esprit qu'un cichlidae est par définition territorial et donc se devant d'être maintenu dans un volume de taille respectant ses exigences et en compagnie d'espèces de provenance similaire (lac Malawi).

### Reproduction
Cette espèce est incubatrice buccale maternelle, les femelles gardent les œufs, larves et tout jeunes alevins environ 3 semaines, protégés dans leur gueule (sans manger ou en filtrant très légèrement les micro-détritus). Le mâle défend un territoire. Les mâles peuvent se montrer très insistants dès les premières maturités sexuelles des femelles, il préférable de maintenir cette espèce en groupes de plusieurs individus, de manière à diviser l'agressivité d'un mâle dominant sur plusieurs individus. Les femelles mettent au jour entre 10 et 30 alevins, qu'elles peuvent prendre et recracher d'un endroit à un autre pour les protéger, d'environ une semaine à un mois pour les plus attentionnées. Les alevins sont faciles à élever avec une nourriture adaptée à leur bouche. Tous les alevins naissent jaune pâle et ce n'est que vers une taille de 5/6 centimètres que les mâles commenceront à se déclarer, adopter un comportement plus territorial.

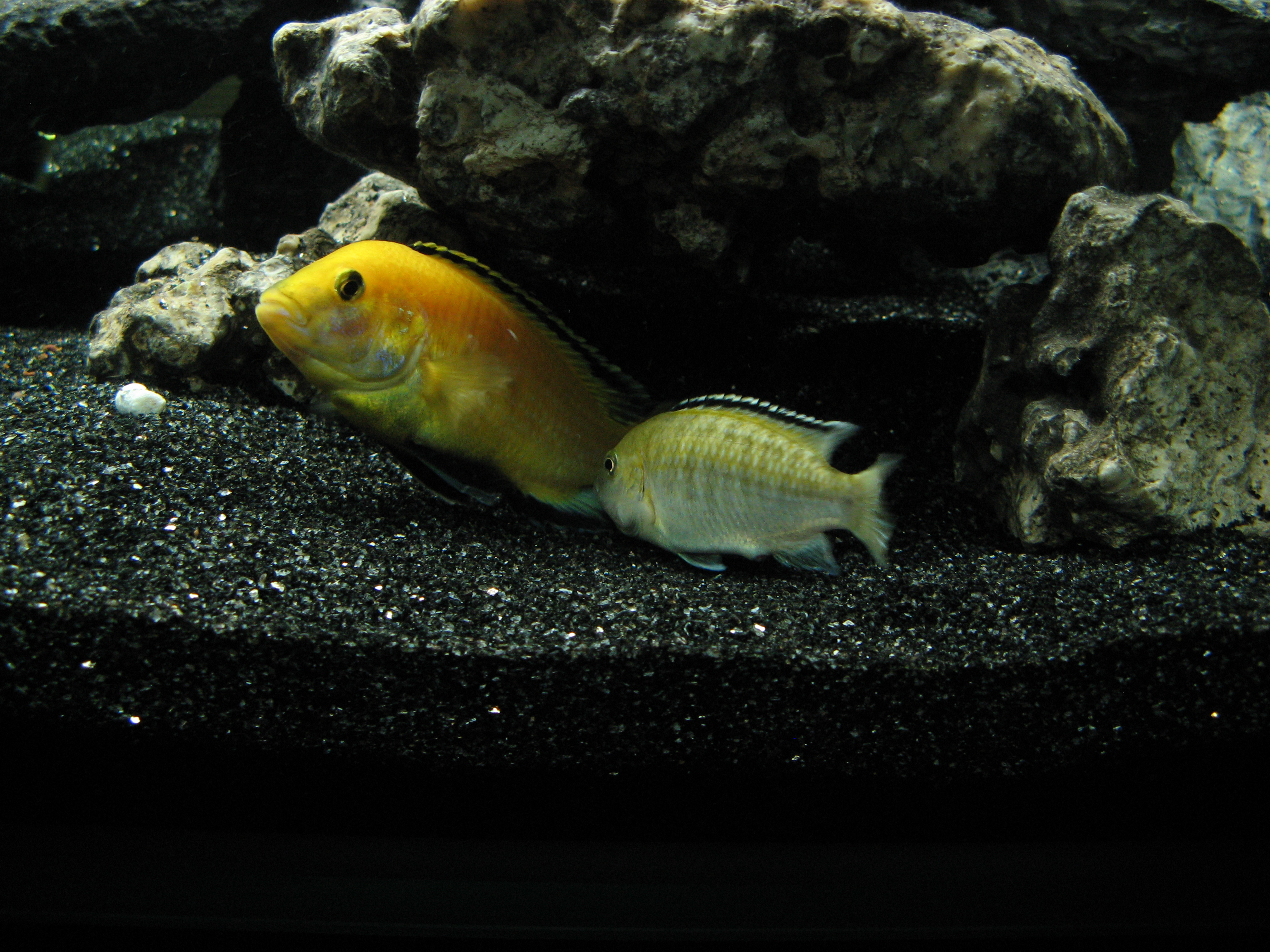
Posture en "T" de reproduction (mâle gauche et femelle droite plus terne)
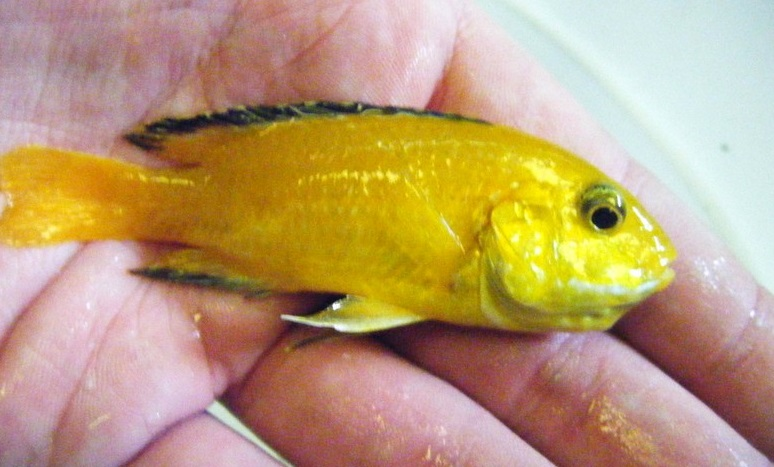
Femelle à la bouche et gorge gonflées, au terme de l'incubation des œufs et larves
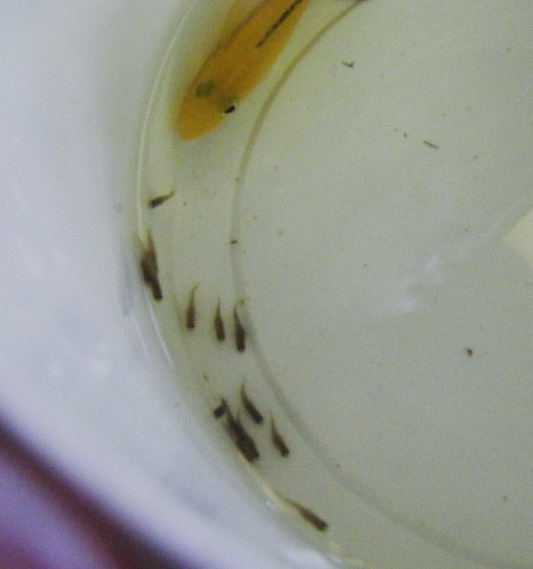
Femelle et ses jeunes tout juste crachés
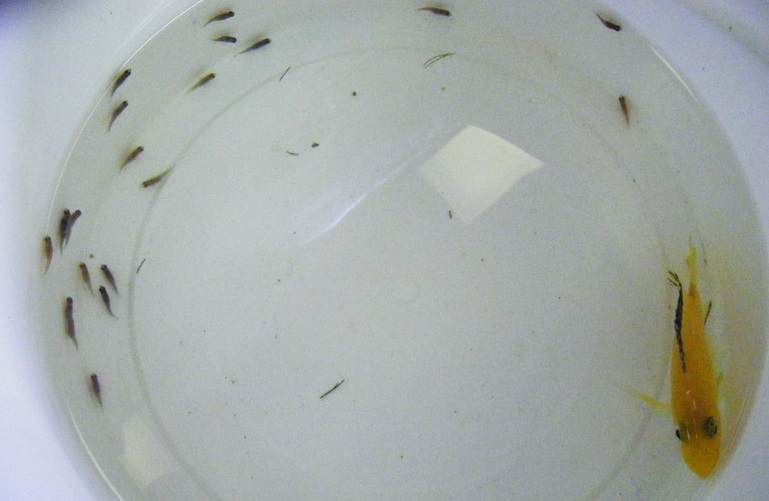
Femelle et ses jeunes encore frêles (ici une vingtaine), mais en nage libre

### Alimentation
Une alimentation à base de vers rouges ou vers de vase est fortement déconseillée. Plutôt insectivores. En aquarium une nourriture à base de petit krill, artémias est appropriée.

### Maintenance
Se maintient facilement en aquarium à condition de le maintenir en bac spécifique cichlidés et de préférence spécifique lac Malawi, un aquarium ayant une contenance de minimum 100 l est conseillé avec une température comprise entre 23 °C et 26 °C et un Ph de 7/8 pour un couple ou un trio. En vue de son comportement particulièrement sociable Labiddochromis caeruleus est aujourd'hui une espèce qui commence à être complètement dénaturée, chose due à une maintenance non adaptée dans des aquariums ne lui offrant pas de parfaites conditions physico-chimiques ni de colocataires du lac Malawi.

### Croisement, hybridation, sélection
Il est impératif de maintenir cette espèce et le genre Labidochromis seul ou en compagnie d'autres espèces, d'autres genres, mais de provenance similaire (lac Malawi), afin d'éviter toute facilité de croisement. Le commerce aquariophile a également vu apparaître un grand nombre de spécimens provenant d'Asie notamment et aux couleurs des plus inhabituelles ou albinos dues à la sélection, hybridation et autres procédés chimiques de laboratoires.

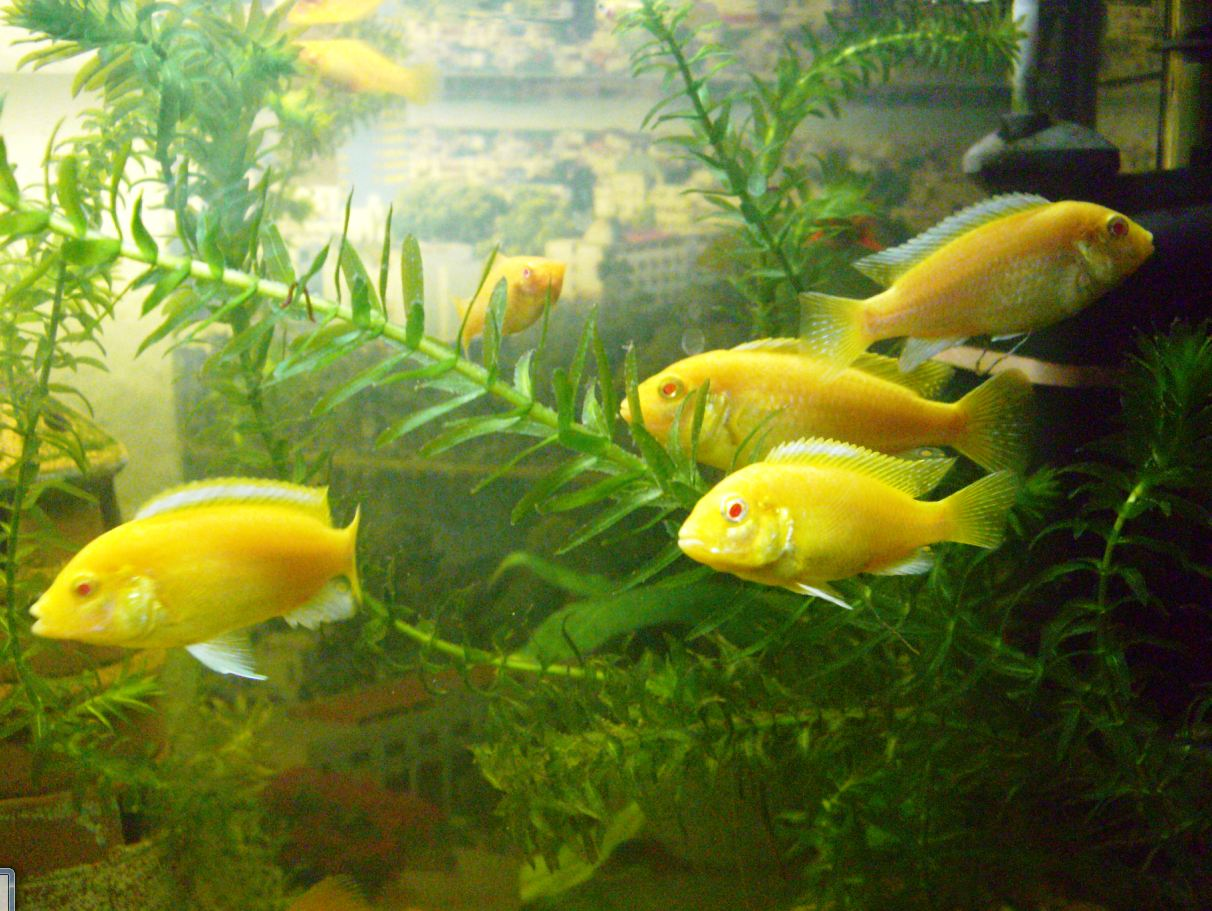
groupe, forme dégénérée de sélection "albinos"
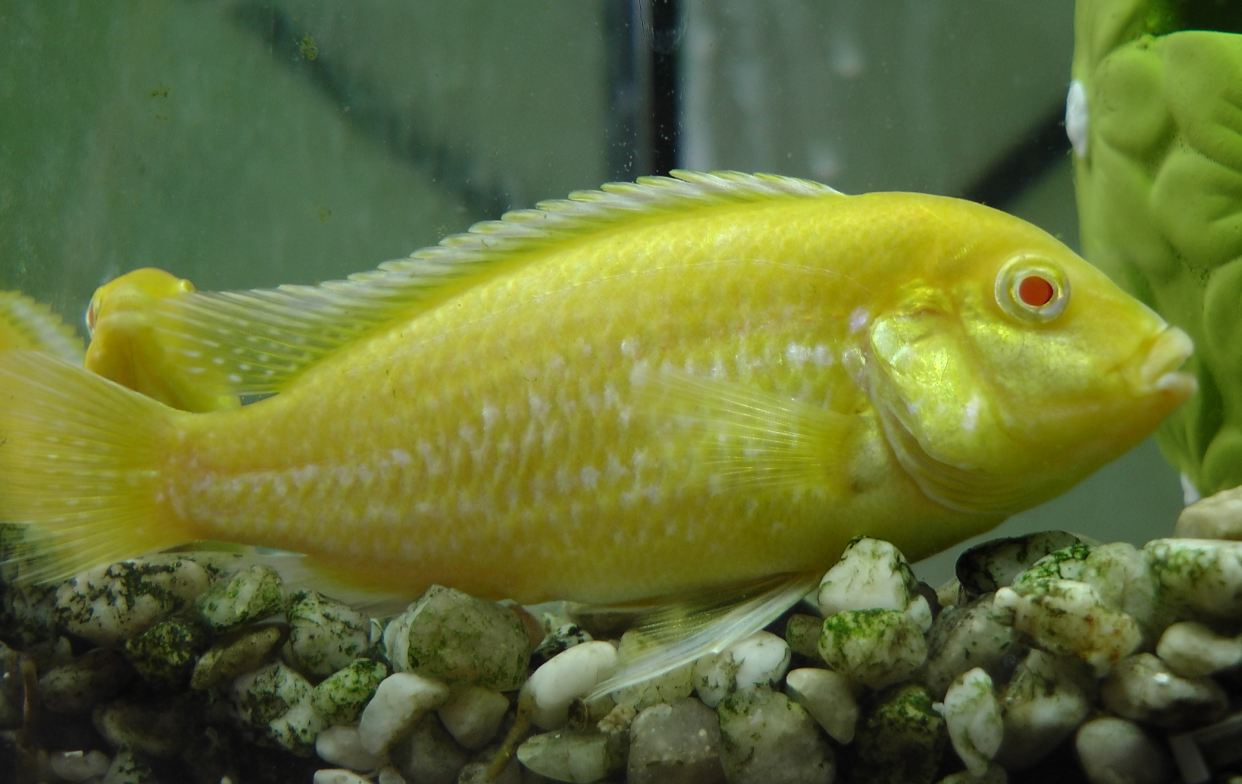
forme dégénérée de sélection "albinos"
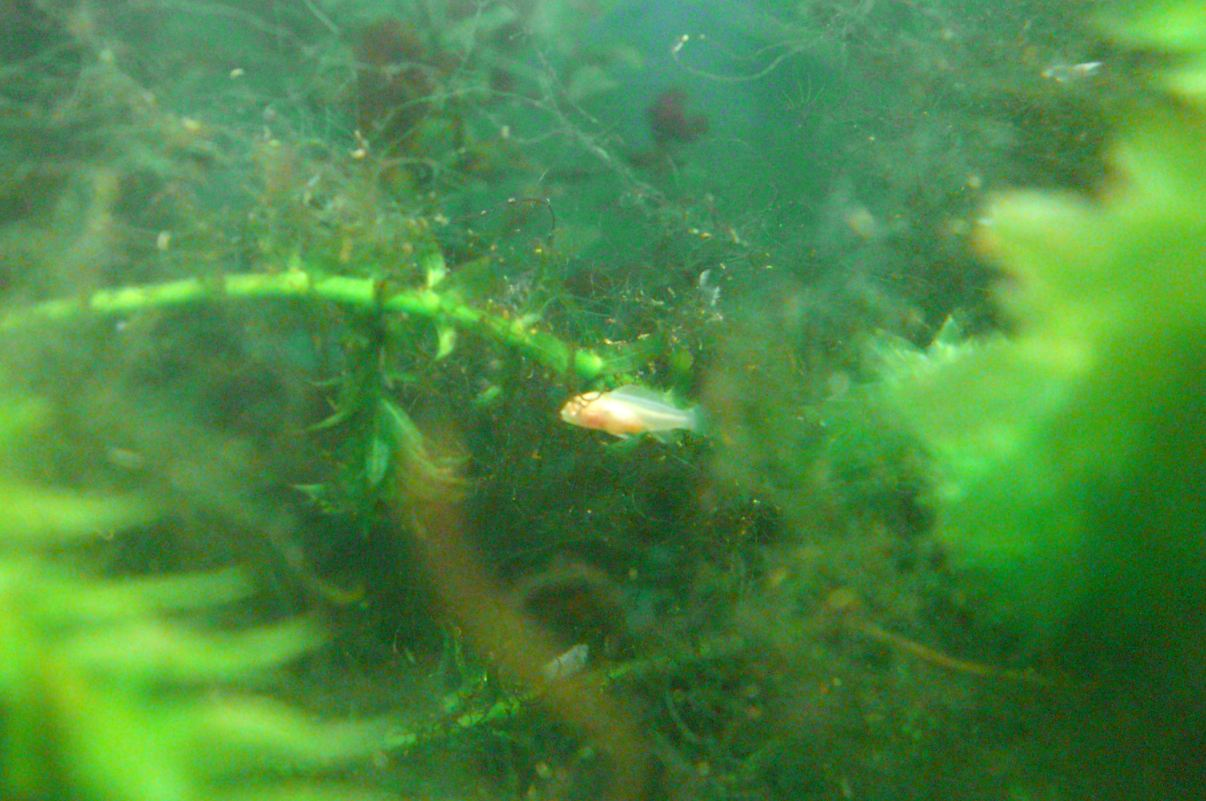
alevin "albinos"

## Au Zoo
- Le Zoo de Francfort-sur-le-Main (Zoo Frankfurt) détient un petit groupe de Labidochromis caeruleus présentés au public.(05/2014).
- L'Aquarium du palais de la Porte Dorée détient un petit groupe de Labidochromis caeruleus présentés au public.(12/2014).

A l’aquarium de Allex dans la Drôme également

## Galerie

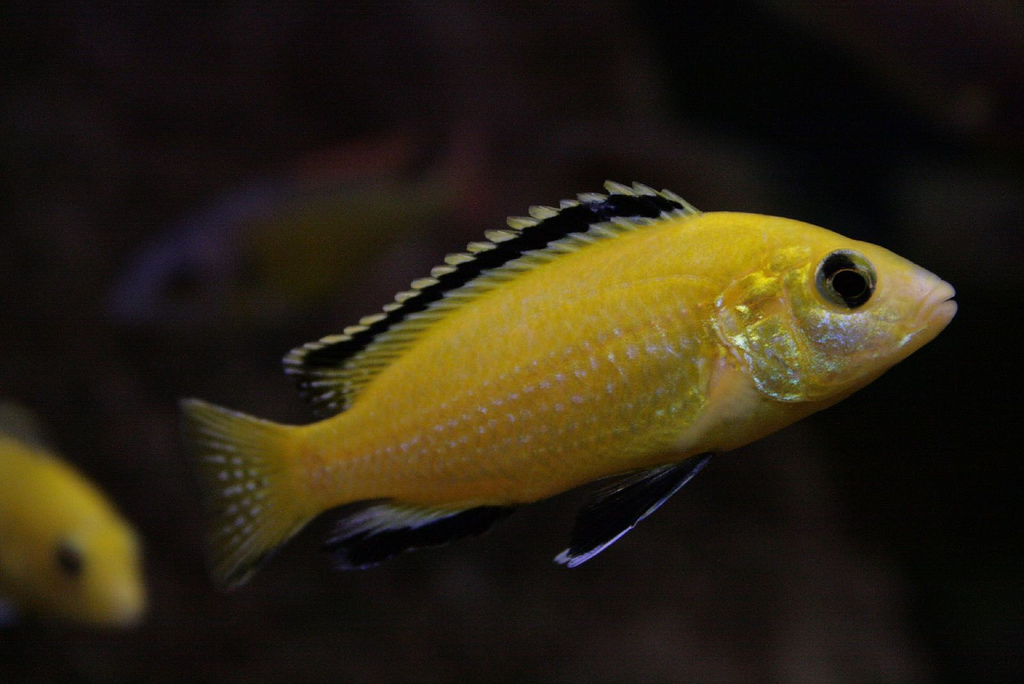
Mâle
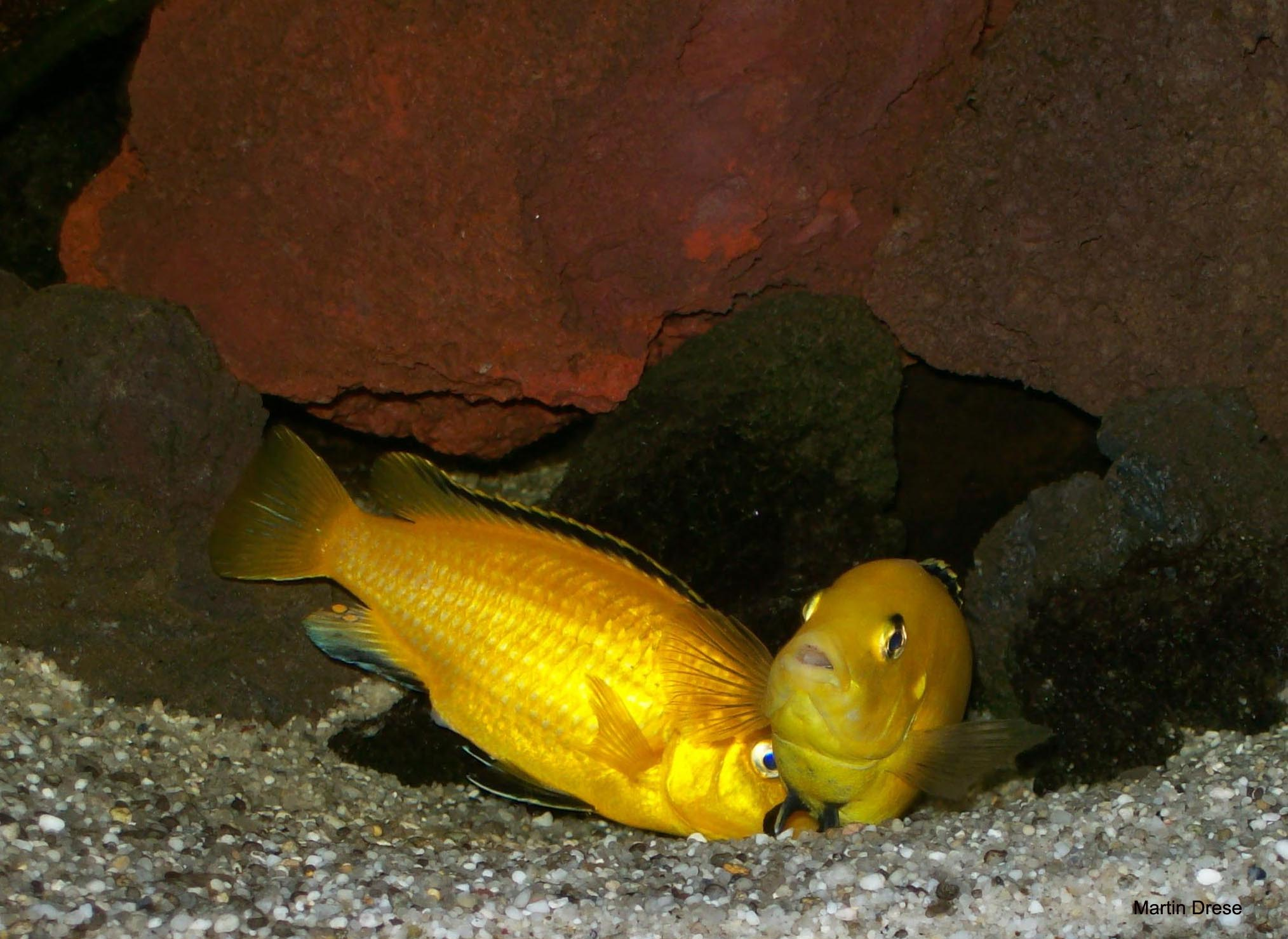
Posture en "T" de reproduction
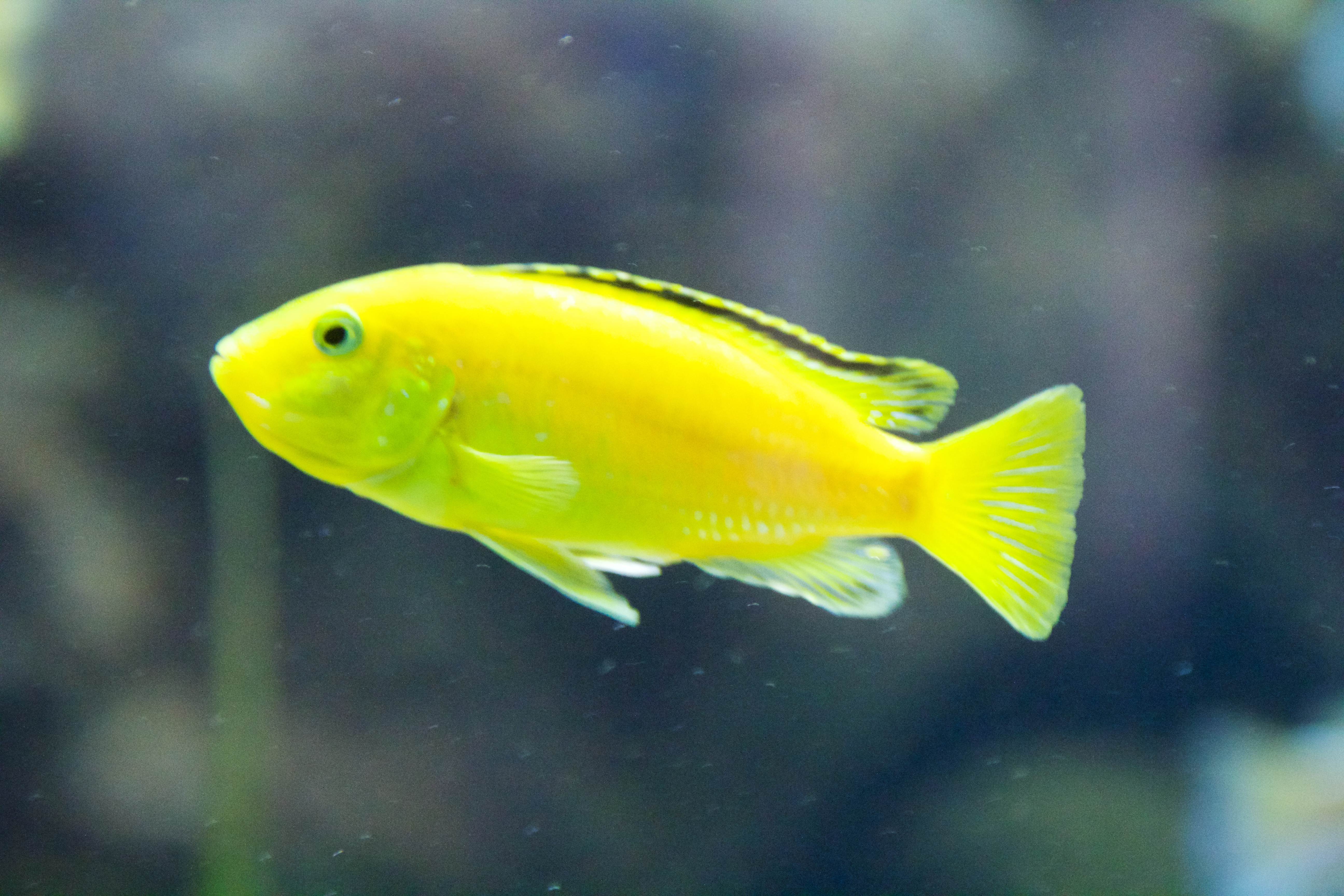
au zoo de Frankfurt
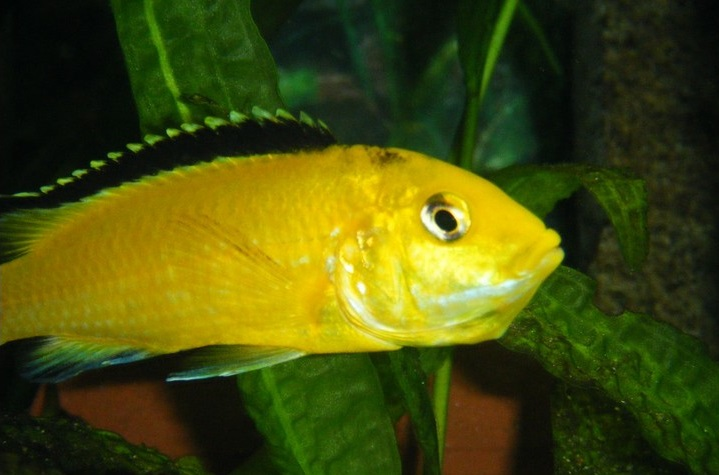
Femelle à la bouche et gorge gonflées, au terme de l'incubation des œufs et larves
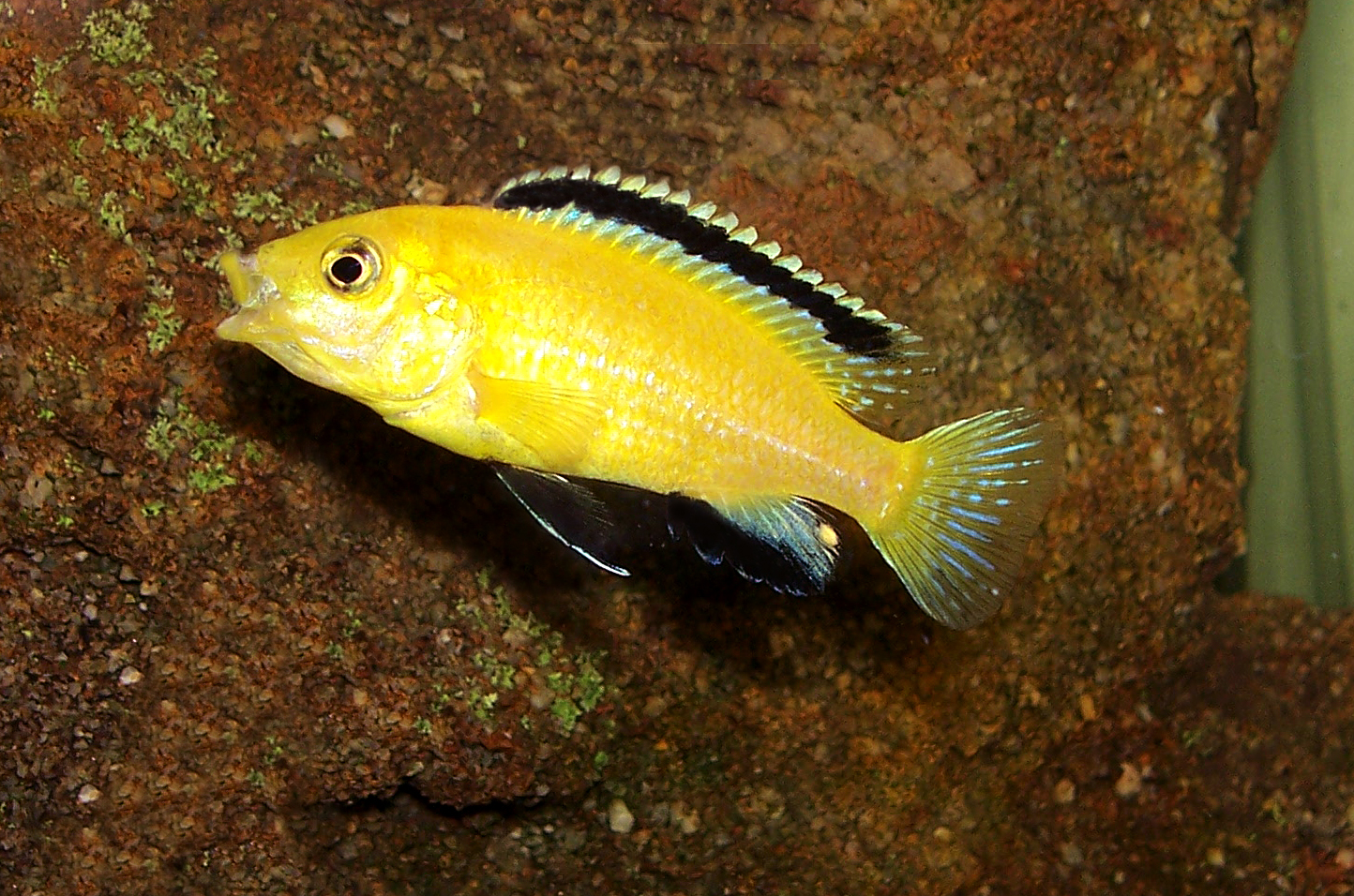
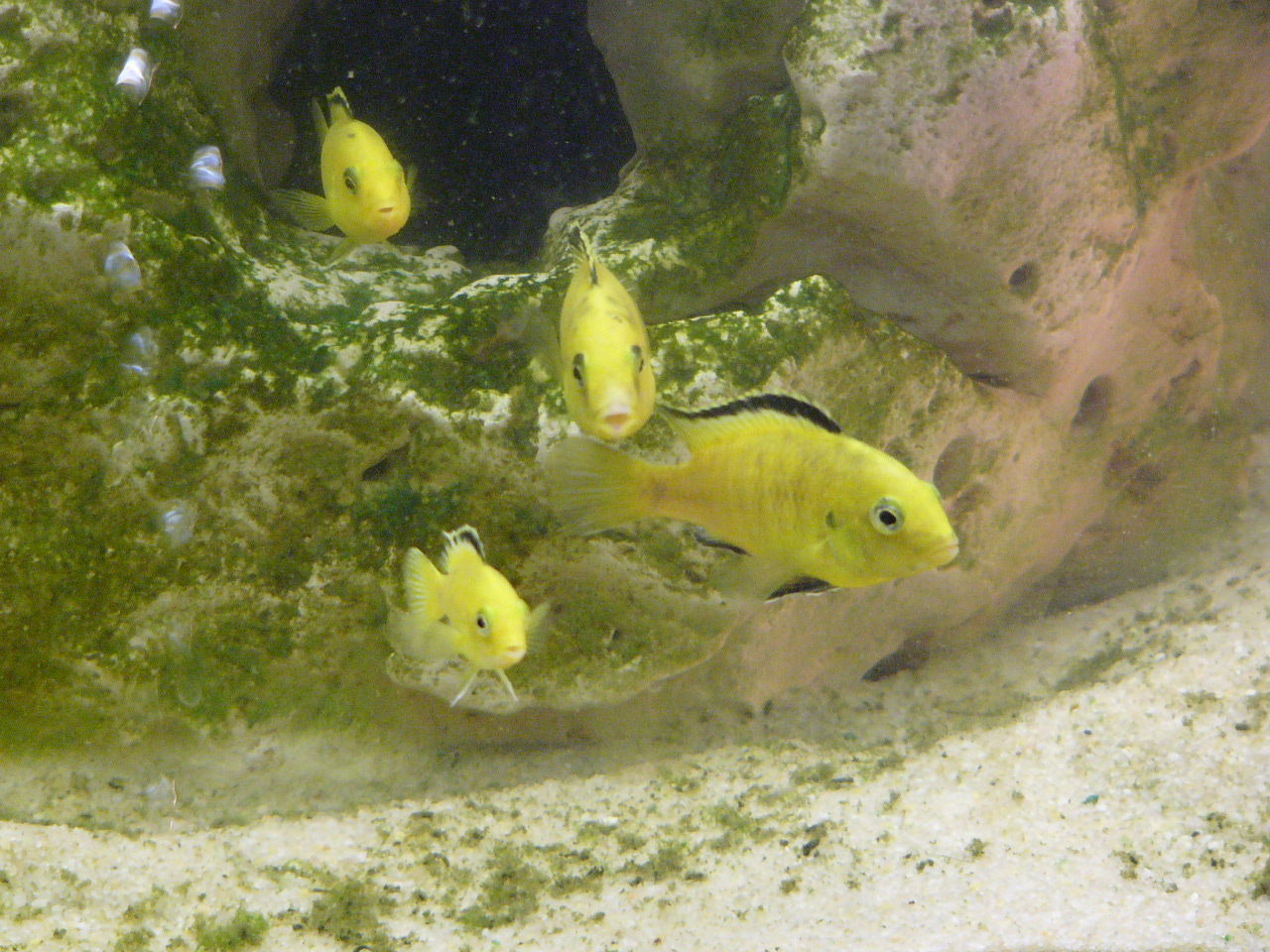
groupe sub-adultes

## Bibliothèque
- Guide to Malawi Cichlids, par Ad Konings; Aqualog Verlag GmbH (janvier 1997);  (ISBN 3-9805605-3-8);  (ISBN 978-3-9805605-3-5)
- Konings' Book of Cichlids and All the Other Fishes of Lake Malawi, par Konings; Publications (juillet 1991);  (ISBN 0-86622-527-7);  (ISBN 978-0-86622-527-4)

## Source (externe)
- Banque photo, variétés géographiques et discussion sur Labidochromis caeruleus

### Cartes
- Principale localité de pêche du lac Malawi: http://www.malawicichlides.fr/carte.php?mode=malawi